# Dastakert
Dastakert (Armeens: Դաստակերտ) is een stad in Armenië. Deze stad ligt in de marzer (provincie) Sjoenik.
Er zijn in deze stad 1 middelbare school, 1 bibliotheek en een toneelschool.
Abovjan · Agarak · Achtala · Alaverdi · Aparan · Ararat · Armavir · Artasjat · Artik · Artsvasjen · Asjtarak · Berd · Bjoeregavan · Dastakert · Darakert · Dilidzjan · Dzjermoek · Etsjmiadzin · Gavar · Goris · Gjoemri · Hrazdan · Idzjevan · Jechegnadzor · Jegvard · Kadzjaran · Kapan · Maralik · Martoeni · Masis · Megri · Metsamor · Nojemberjan · Nor Hatsjen · Odzoen · Sevan · Sisian · Sjamloeg · Spitak · Stepanavan · Talin · Tasjir · Toemanjan · Tsachkadzor · Tsjambarak · Tsjarentsavan · Vajk · Vanadzor · Vardenis · Vedi · Jerevan